# Leninsk (obwód wołgogradzki)
Leninsk (ros. Ленинск) – miasto w Rosji, w obwodzie wołgogradzkim.
Założone w 1802, od 1958 miało status osiedla typu miejskiego, w 1963 nabyło prawa miejskie. Miasto rejonowego podporządkowania (rejon leninski obwodu wołgogradzkiego), centrum rejonu leninskiego. Do 1919 nosiło nazwę Priszyb. Położone na Nizinie Nadkaspijskiej, na lewym brzegu rzeki Achtuby (dopływu Wołgi), 4 km od stacji kolejowej o tej samej nazwie, 78 km od Wołgogradu.
W Leninsku znajduje się filia Wołgogradzkiego Instytutu Biznesu. Są tu również muzea (w tym Muzeum Historii Rejonu Leninskiego), galerie, salony wystawowe.